# Tanya Holliday
Tanya Holliday, född 21 september 1988, är en australisk friidrottare. Hon deltog vid olympiska sommarspelen 2016.